# Karl Backman
Pour les articles homonymes, voir Backman.
Karl Backman, né le 27 octobre 1970 à Umeå en Suède, est un musicien, illustrateur et peintre suédois.

## La musique
Backman commence donc comme guitariste pour le groupe punk Boredom Brothers en 1982,.
Backman a fondé et est actuellement le guitariste et auteur-compositeur du groupe hardcore AC4, ainsi que le guitariste et chanteur du groupe hardcore punk The Vectors,.

## L'art
À la suite d'une commande du musée The Museum of Porn in Art à Zurich il peint une série de portraits d'actrices pornographique comme Layla Rivera, Ashley Blue, Satine Phoenix et May Ling Su, 2011 et 2012,,,.
Il travaille actuellement à une exposition laquelle sera consacrée à de son visit dans la zone entourant la centrale nucléaire de Tchernobyl avec un groupe de journalistes de l'AFP 2010,,. Il a notamment visité la ville abandonnée de Prypiat et une partie de la zone d'exclusion mise en place autour de la centrale 4.

## Discographie

### The Vectors

#### Albums
- The Vectors (1998)[10]
- Still Ill (2003)[10]

#### EP
- Fuck MTV (1996)[10]
- Rape the Pope (2000)[10]
- Pigs and parasites (2011)[10]

### AC4

#### Albums
- AC4 (2009)[11]
- Burn the World (2013)[1],[11]

#### EP
- AC4 / SSA (2010)[11]
- Umeå Hardcore EP (2010)[11]

### The T-55's

#### Albums
- Power Up (2014)[12]

#### EP
- Mary's Kids / The T-55's (2014)[12]